# Centrale thermique de Yokohama
La centrale thermique de Yokohama (横浜火力発電所, Yokohama Karyoku Hatsudensho) est une centrale thermique située à Yokohama dans la préfecture de Kanagawa. Elle est exploitée par la société TEPCO et à une capacité électrique de 3 325 MWe.